# آرتم بسیدین
آرتم بسیدین (اوکراینی: Артем Юрійович Бєсєдін؛ زادهٔ ۳۱ مارس ۱۹۹۶) بازیکن فوتبال اهل اوکراین است.
از باشگاه‌هایی که در آن بازی کرده‌است می‌توان به باشگاه فوتبال دینامو کی‌یف و باشگاه فوتبال متالیست خارکوف اشاره کرد.
وی همچنین در تیم‌های ملی فوتبال اوکراین بازی کرده‌است.